# Souimanga flamboyant
Aethopyga flagrans
Espèce
Statut de conservation UICN

 LC  : Préoccupation mineure
Le Souimanga flamboyant (Aethopyga flagrans) est une espèce de passereaux de la famille des Nectariniidae. L'espèce est endémique des îles de Luçon et de Catanduanes aux Philippines.

## Systématique
Le nom valide complet (avec auteur) de ce taxon est Aethopyga flagrans Oustalet, 1876.
Ce taxon porte en français le nom vernaculaire ou normalisé suivant : Souimanga flamboyant.
Aethopyga flagrans a pour synonymes :
- Aethopyga flagrans daphoenonota Parkes, 1963
- Aethopyga flagrans decolor Parkes, 1963